# Saint-Félix (Haute-Savoie)
Saint-Félix település Franciaországban, Haute-Savoie megyében. Lakosainak száma 2438 fő (2022. január 1.). Saint-Félix Entrelacs, Alby-sur-Chéran, Bloye, Chainaz-les-Frasses, Héry-sur-Alby és Marigny-Saint-Marcel községekkel határos.

## Népesség
A település népessége az elmúlt években az alábbi módon változott:
| Lakosok száma | 2411 | 2404 | 2429 | 2421 | 2438 | 2418 | 2425 | 2431 | 2438 |
|               | 2013 | 2015 | 2016 | 2017 | 2018 | 2019 | 2020 | 2021 | 2022 |